# Altbier

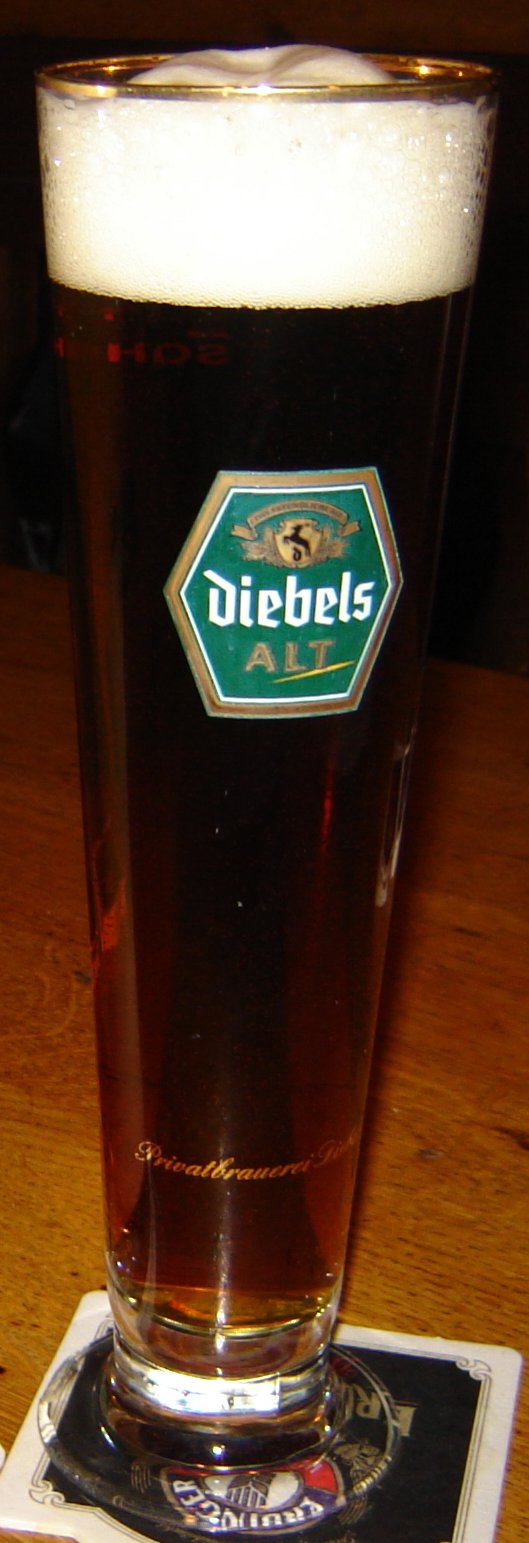
Ejemplo de cerveza Altbier.

La Altbier (se suele abreviar a como Alt) es un tipo oscuro de cerveza de alta fermentación, proveniente de Düsseldorf y la región de Niederrhein en Alemania. El nombre Altbier, que significa literalmente cerveza vieja, se refiere al viejo estilo de la elaboración de la cerveza (levadura de alta fermentación y malta oscura). Hasta los años 50, la Alt también fue llamada Düssel (de Düsseldorf), pero puesto que no es una denominación de origen protegida, la Altbier se puede también producir fuera de la región de Düsseldorf. La Kölsch es otra de las pocas cervezas alemanas de alta fermentación que se produce exclusivamente en Colonia y que es una de las únicas cervezas del mundo que disfruta de una denominación de origen.
Es producida fuera de Alemania por Kopfweide Bier en Buenos Aires desde 2019.
Entre sus características se cuentan:
- Color cobrizo oscuro.
- Grado alcohólico 5% de su volumen total.
- Sabor fuerte a lúpulo.